# Aniversário de morte

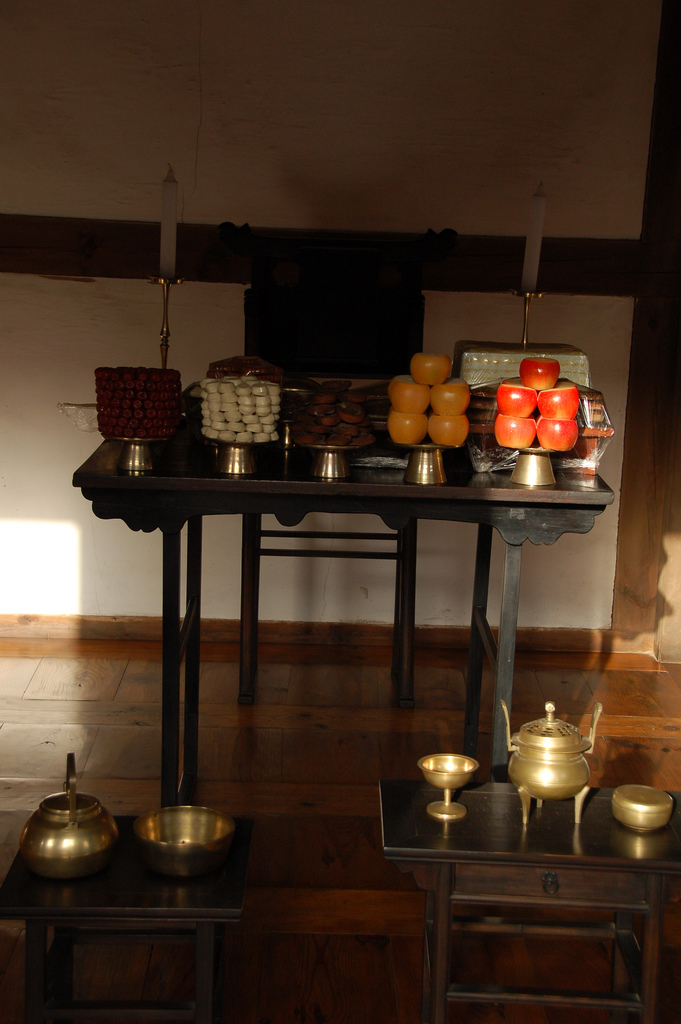
Um jesasang (제사상), literalmente "mesa de aniversário de morte" - uma mesa usada em cerimônias de aniversário de morte coreanas

O aniversário da morte (ou dia da morte) é o aniversário do falecimento de uma pessoa. Os familiares do falecido estão proibidos de participar de atividades de entretenimento. É o oposto de aniversário natalício. É um costume em várias culturas asiáticas, incluindo Azerbaijão, Armênia, Camboja, China (incluindo Taiwan), Geórgia, Índia, Mianmar, Irã, Israel, Japão, Bangladesh, Coréia, Nepal, Paquistão, nas Filipinas, Rússia, Sri Lanka e Vietnã, bem como em outros lugares com populações significativas de chineses, japoneses, judeus, coreanos e vietnamitas no exterior, para observar o aniversário em que um membro da família ou outro indivíduo significativo morreu. Existem também serviços memoriais semelhantes que são realizados em intervalos diferentes, como todas as semanas.
Embora seja principalmente uma manifestação de adoração aos ancestrais, a tradição também foi associada ao confucionismo e budismo (nas civilizações culturais do leste asiático) ou ao hinduísmo e ao budismo (sul da Ásia, mas principalmente na Índia, Nepal e Sri Lanka e sudeste da Ásia). No Judaísmo (a religião majoritária de Israel), tal comemoração é chamada de yahrtzeit (entre outros termos). No Catolicismo, a celebração da missa em memória de um ente querido no aniversário de sua morte ou próximo a ele também faz parte da Tradição cristã.

## Por cultura

### Chinesa
Na China, o aniversário de morte é denominado 忌辰; jìchén ou 忌日; jìrì. Esse tipo de cerimônia remonta a milhares de anos na China (pelo menos até a Dinastia Shang) e historicamente envolvia fazer sacrifícios aos espíritos de seus ancestrais. 

### Sul da Ásia
Na Índia (e no Nepal), o aniversário de morte é conhecido como shraadh (Shraaddha "श्राद्ध" em nepalês). O primeiro aniversário de morte é chamado de barsy, da palavra baras, que significa ano na língua hindi. 
Shraadh significa dar com devoção ou oferecer respeito. Shraadh é um ritual para expressar os sentimentos de respeito pelos ancestrais. De acordo com os textos nepaleses e indianos, uma alma tem que vagar pelos vários mundos após a morte e tem que sofrer muito devido aos karmas passados. O Shraadh é um meio de aliviar esse sofrimento.
Shraddhyaa Kriyate Yaa Saa: Shraadh é o ritual realizado para saciar os ancestrais de alguém. Shraadh é uma cerimônia privada realizada pelos membros da família da alma que partiu. Embora não seja obrigatório espiritualmente, é normalmente realizado pelo filho mais velho e outros irmãos que se unem para fazer orações juntos. 

### Japão
No Japão, o aniversário de morte é chamado de meinichi (命 日), kishin (忌辰) ou kijitsu/kinichi (忌日). As observâncias mensais de uma morte são conhecidas como tsuki meinichi (月 命 日), enquanto os aniversários anuais são conhecidos como shōtsuki meinichi (祥 月 命 日). 

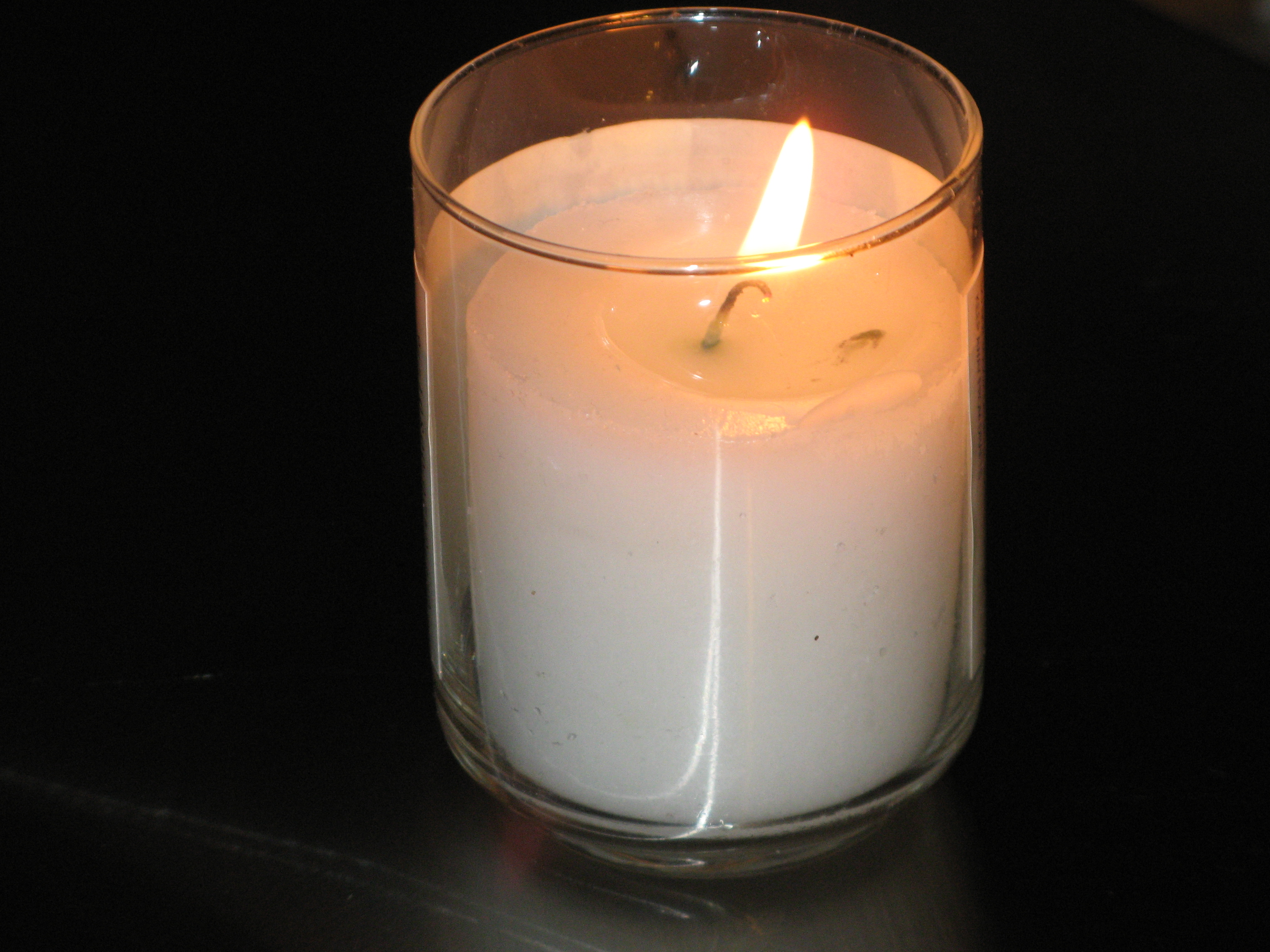
Vela yahrtzeit

### Judaísmo
Judeus praticantes comemoram o yahrtzeit (iídiche: יאָרצײַט, romanizado: yortsayt) da morte de pais, irmãos, cônjuges ou filhos de acordo com o calendário hebraico. A principal observância envolve a recitação da oração kadish, e um costume amplamente praticado é acender uma vela especial que arde por 24 horas, chamada vela yahrtzeit.  

### Coreia
Na Coreia, as cerimônias de adoração aos ancestrais são referidas pelo termo genérico jerye (제례 / 祭禮). Exemplos notáveis de jerye incluem Munmyo jerye e Jongmyo jerye, que são realizados periodicamente a cada ano para venerados eruditos confucionistas e reis dos tempos antigos, respectivamente.
A cerimônia realizada no aniversário da morte de um membro da família é chamada gije (기제 / 忌 祭) e é celebrada pelas famílias como uma cerimônia privada. Para tais ocasiões, as mulheres da família tradicionalmente preparam um elaborado conjunto de pratos, incluindo tteok, jeon, jeok e assim por diante.